# Дахиев, Бувади Султанович
Бувади Султанович Дахиев (28 апреля 1968, Ачхой-Мартан, Чечено-Ингушская АССР — 13 сентября 2006, Аршты, Ингушетия) — начальник штаба ОМОНа Чеченской Республики, активный участник Первой и Второй чеченских войн на стороне федеральных войск.

## Биография
Выпускник Чеченского государственного университета. По образованию преподаватель истории и обществоведения. В первую чеченскую войну был командиром роты чеченского ОМОНа. После ухода федеральных войск из Чечни подвергался преследованию со стороны братьев Ахмадовых, в результате чего жил в Москве и Латвии. Во второй чеченской войне — командир чеченского ОМОНа. Был несколько раз ранен. Награждён Орденом Мужества.
Его брат погиб, воюя на стороне сепаратистов.
От других военных отличался тем, что по мере сил пытался спасать жизни людей независимо от того, на чьей стороне они воевали. Был известен тем, что спасал вдов эмиров, которых предписывалось уничтожать как потенциальных шахидок. После задержания он брал вдов к себе в дом, затем каждый вечер, возвращаясь со службы, ночи напролёт беседовал с ними. Через несколько недель они начинали понимать, что они в первую очередь матери для своих детей.
Когда они оживали, Дахиев находил их родственников в России или за границей и помогал им уехать, чтобы они могли жить подальше от больших городов. Часто и после этого вдовы звонили Дахиеву и спрашивали совета в сложных жизненных ситуациях.

### Гибель
Между группой чеченских милиционеров, выехавших на территорию Ингушетии на задержание преступника, и местными милиционерами произошло столкновение, в результате которого с обеих сторон погибли семь и были ранены 20 человек. Дахиев, узнавший об этом, выехал на место конфликта, чтобы его уладить, где и был тяжело ранен. От полученных ран Дахиев скончался в тот же день в больнице Владикавказа.